# 武藤金义
武藤金义（日语：むとう かねよし，1916年8月18日—1945年7月24日）是第二次世界大戰日本帝國海軍航空隊的一名王牌飞行员。在被認定於「吳军港空袭」戰死後，被追升为「中尉」。

## 生平
1916年（大正5年）出生于爱知县。1935年入「吳海兵団」，半年后成为「第三十二期操縦练习生」，第二年7月毕业。1945年2月17日，在厚木飛行場以一架橙色塗裝的紫電試作機與格魯曼大編隊中的12架交戰，並击坠对方2架战机。該場戰鬥也被基地方面目擊，其壯烈程度让人联想到「一乘寺下的松之決鬥」（一乗寺下り松の决闘），从而獲得「空中的宮本武藏」之異名。
曾服役于「拉包爾航空隊」（ラバウル航空队）、「三四三航空队」等航空隊，並曾在南京、南昌、漢口等地的攻擊活動中活躍。在中日戰爭中武藤金義以擊墜五架戰機的成績成為擊墜王。
1945年7月24日丰后水道上空空战中失踪，後來被認定戰死。因為在之前武藤金義才剛剛和坂井三郎交換所屬隊伍，故武藤金義的好友坂井三郎對武藤金義的死很自責。